# William Lundigan

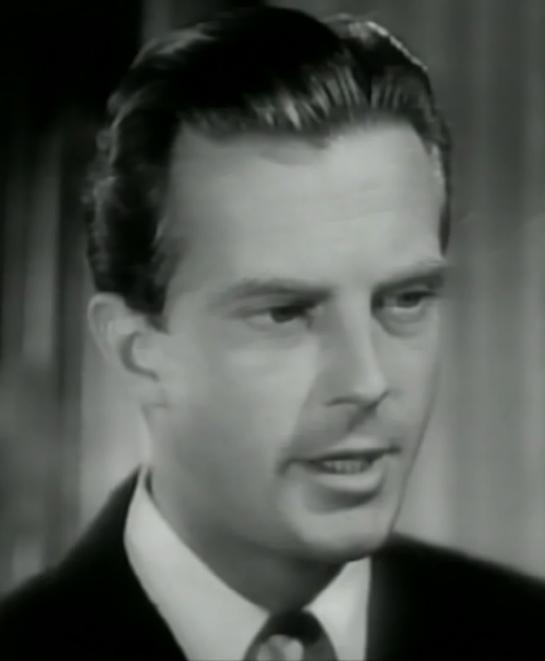
William Lundigan in The Fabulous Dorseys (1947)

William Lundigan (Syracuse, 12 juni 1914 - Duarte (Californië), 20 december 1975) was een Amerikaans acteur.
Hij startte zijn filmcarrière in 1939 en speelde in enkele grote films zoals The Sea Hawk (1940), Love Nest (1951) met Marilyn Monroe en Inferno (1953). Na zijn filmcarrière ging hij bij de marine. Hij was cameraman bij de Slag om Peleliu en de Slag om Okinawa. In 1963 steunde hij Barry Goldwater, de Republikeinse presidentskandidaat in zijn campagne tegen Lyndon B. Johnson. Hij overleed in 1975.